# El warda
 (signalé en mai 2025).
Si vous disposez d'ouvrages ou d'articles de référence ou si vous connaissez des sites web de qualité traitant du thème abordé ici, merci de compléter l'article en donnant les références utiles à sa vérifiabilité et en les liant à la section « Notes et références ».
- Archive Wikiwix
- Bing
- Cairn
- DuckDuckGo
- E. Universalis
- Gallica
- Google
- G. Books
- G. News
- G. Scholar
- Persée
- Qwant
- (zh) Baidu
- (ru) Yandex
- (wd) trouver des œuvres sur Wikidata

El warda est une pâtisserie algérienne à base de farine, d'amandes, de halwa tourk et de vanille. Cette pâtisserie est parfumée avec de la cardamome et un sirop de miel aromatisé à l'eau de rose.

## Origine et étymologie
El warda fait partie de la gamme de pâtisseries algéroises. Son nom provient de la langue arabe, signifiant en français « la rose » mais aussi du fait de sa forme de rose.